# 大原栄一
大原 栄一（おおはら えいいち、1912年12月2日 - 1998年3月9日）は日本の実業家。富士重工業元社長・元会長。広島県沼隈郡沼隈町田島（現福山市）出身。満州安東育ち。
旧制広島高校を経て1936年東京帝国大学経済学部卒業後、日本興業銀行入社。1957年復興金融金庫に出向、1950年興銀復帰後、1962年取締役常務。1963年富士重工業副社長に転じ、1970年同社社長に就任。三菱重工業、いすゞ自動車との提携破棄、日産自動車との提携強化などを進め自動車業界再編の台風の目となった。この間、スバル1000などの名車を世に出した。1978年会長となり、1985年から名誉会長。1998年3月9日死去。85歳没。